# Scott Minto
Scott Christopher Minto (Heswall, 6 agosto 1971) è un ex calciatore inglese, di ruolo difensore.

## Carriera

### Club
Ha giocato con Charlton Athletic, Chelsea, Benfica, West Ham United e Rotherham United.

### Nazionale
Ha rappresentato la Nazionale inglese Under-21 ed ha partecipato ai Mondiali Under-20 del 1991.

## Palmarès

### Competizioni nazionali
- Coppa d'Inghilterra: 1

Chelsea: 1996-1997

### Competizioni internazionali
- Coppa Intertoto UEFA: 1

West Ham: 1999